# Ruta Estatal de Nevada 531
La Ruta Estatal de Nevada 531, y abreviada SR 531 (en inglés: Nevada State Route 531) es una carretera estatal estadounidense ubicada en el estado de Nevada. La carretera inicia en el Oeste desde la US 395     en Carson City hacia el Este en la SR 525     en Carson City. La carretera tiene una longitud de 2,6 km (1.645 mi).

## Mantenimiento
Al igual que las autopistas interestatales, y las rutas federales y el resto de carreteras estatales, la Ruta Estatal de Nevada 531 es administrada y mantenida por el Departamento de Transporte de Nevada por sus siglas en inglés Nevada DOT.

## Cruces
La Ruta Estatal de Nevada 531 es atravesada principalmente por la  US 395 .